# Kievupproret 1068

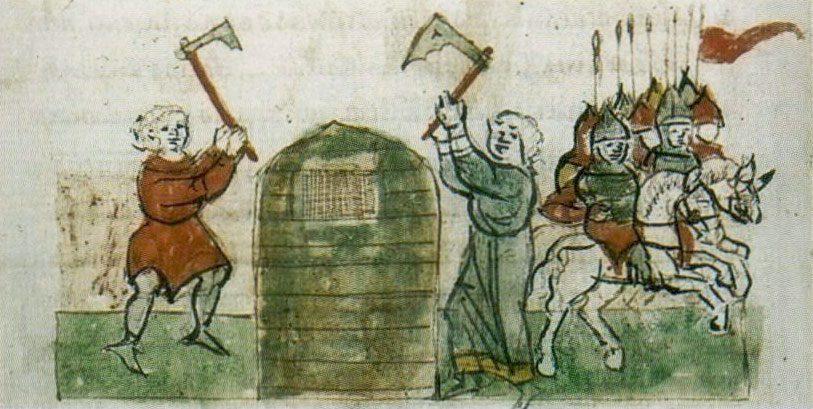
Kievborna befriar Vseslav från fångenskap under upproret.

Kievupproret 1068 var en revolt mot storfurste Iziaslav I av Kiev efter en förlust för Kievrus mot kumanerna i slaget vid Altafloden nära staden Perejaslav, sydost om Kiev.
Polovtsy-krigståget 1068–1069 var bara stammens andra stora krigståg in i Rus (de hade förhandlat fram en fred med furste Vsevolod I av Kiev (far till Vladimir Monomakh) år 1055, men stamfolket bröt freden och anföll Kievrus sex år senare och besegrade Vsevolod i slaget). År 1068–1069 trängde Polovtsy igenom de försvarslinjer av jordvallar som byggts upp av furst Vladimir I av Kiev (cirka 980–1015) och hans son, Jaroslav I av Kiev (1019–1054). De möttes av en kombinerad armé bestående av Jaroslavs söner: storfurste Iziaslav av Kiev och hans bröder, furstarna Svjatoslav II av Kiev och Vsevolod I, som besegrades och flydde tillbaka till Kiev.
Polovsty fortsatte att plundra området, vilket fick Kievborna att be storfursten om att beväpna dem så att de kunde bemöta hotet. Iziaslav vägrade, vilket ledde till upproret. "Sagan om åren som gått" (på ryska "Povest Vremennikh Let"), en del av Lavrentian-krönikan, berättar vad som hände sedan:
”Kievborna som hade flytt tillbaka till sin hemstad höll en veche (bokstavligen "skapade en veche") på marknadsplatsen och skickade följande meddelande till fursten [Iziaslav]: 'Polovtsy har spridit sig över landet. O furste, ge oss vapen och hästar så att vi återigen kan erbjuda dem strid.' Iziaslav brydde sig dock inte om denna begäran. Då började folket mumla mot hans general (voevoda) Konstantin. Från samlingsplatsen besteg de kullen och anlände till Konstantins hus.”
Kiev-mobben plundrade Konstantins hus och skyllde tydligen nederlaget på honom. Därefter drev de ut Iziaslav och befriade furste Vseslav av Polotsk, som tidigare hade fängslats av Iziaslav, Vsevolod och Sviatoslav, och placerade honom på Kievs tron i hopp om att han skulle kunna stoppa Polovtsy. Iziaslav flydde till Boleslav II av Polen som stödde honom med vapen, med vilka han återvände till Kiev följande maj (1069) och återtog tronen.
I Iziaslavs frånvaro lyckades furste Sviatoslav besegra en mycket större Polovtsy-armé den 1 november 1068 och stoppa Polovtsy-krigståget. En liten skärmytsling år 1071 var det enda större angreppet av Polovtsy under de kommande två årtiondena. Således, medan slaget vid Altafloden var en skam för Kievan Rus och ledde till att den styrande fursten kortvarigt avsattes, befriade Sviatoslavs seger följande år Kiev och Chernigov från hotet från Polovtsy under en betydande period och gav Iziaslav det utrymme som behövdes för att återta tronen.
Upproret har av ett antal ryska och sovjetiska historiker ansetts som bevis på veches makt, som var betydligt viktigare i nordvästra ryska städer som Velikij Novgorod och Pskov (och vid en senare tidpunkt) och mindre viktiga i söder, men visade sig vara viktig här genom att avsätta en kievisk furste och införa en annan. Veche, som vanligtvis ses som en offentlig sammankomst och ofta institutionaliserad i litteraturen, verkar emellertid i detta fall vara lite mer än en arg mobb som plundrade voevodans hus och drev ut fursten. Det verkar inte vara något som ett parlament eller en lagstiftning som det ofta har beskrivits i den traditionella historiografin.